# Via Traiana Nova
Виа Траяна Нова (на латински: Via Traiana Nova, Виа Регия) е древен римски път в провинция Арабия (Камениста Арабия) от Босра (Бостра) в Сирия до Акаба на Червено море в Йордания. Конструиран е през 107 – 114 г. от император Траян и е завършен окончателно от император Адриан. Известен е и като „Царския път“.
При император Траян през 106 г. се започва поправката на търговския път Виа Регия (известен е и като „Царския път“), през 107 г. под ръководството на легат Гай Клавдий Север. Между 111 и 114 г. войниците от III Киренайски легион строят пътят, дълъг 360 км от Босра до Ейлат на Червено море в Израел. През 114 г. пътят се нарича Via Nova или Via Traiana Nova. По него имало крепости, мостове, широки 7 метра, и бил най-важен път в Близкия изток. Той е свързан с арабския лимес. Допълнителни пътища свързвали Филаделфия и Бостра с градовете на Декаполис.